# Borås Basket
Borås Basket är en basketklubb i Borås. Klubben bildades i september 1952 som KFUM Borås. Klubben bedriver herr-, dam-, ungdoms, rullstols-, och Olympic-verksamhet. Herrlaget spelar i Svenska Basketligan herr sedan säsongen 2007/2008.
Säsongen 2013/2014 satte Borås Basket nytt seger-rekord i Basketligan med 22 raka segrar. Säsongen 2014/2015 åkte Borås Basket ut i semifinalserien mot Uppsala Basket med totalt 2-4 i matcher. 
Säsongen 2014/2015 spelade Borås Basket i FIBA EuroChallenge, där man mötte lag från Tyskland (Fraport Skyliners), Belgien (Okapi Aalstar) och Danmark (Bakken Bears). Säsongen 2015/2016 deltog Borås Basket i FIBA Europe Cup och mötte lag från Italien (FoxTown Cantú), Frankrike (Le Havre) och Österrike (Kapfenberg).  
Säsongen 2019/2020 utsågs Borås Basket till svenska mästare på herrsidan efter att säsongen avbrutits i förtid på grund av Coronapandemins utbrott.